# 綾曻竹藏
綾曻 竹藏（あやのぼり たけぞう、1908年5月20日 - 1969年7月14日）は、宮城県仙台市青葉区出身で出羽海部屋に所属した大相撲力士。本名は大場 竹藏（おおば たけぞう）。最高位は西関脇。

## 来歴
1908年5月20日に宮城県仙台市青葉区で生まれる。当初は、日中を仙台の税務署で勤務しながら過ごして夜は学校に通って勉強する生活（現在で言えば定時制）を送っていたが、ある日近所の好角家から体格を見出されたことで千賀ノ浦部屋へ入門、1925年1月場所で初土俵を踏んだ。
1928年に部屋ごと出羽海部屋へ移籍してからは、当時角界一の強豪とも言われていた出羽海部屋の関取から激しい稽古を受けて成長し、1931年5月場所において双葉山定次と共に新十両昇進を果たした。1932年1月6日に春秋園事件が勃発すると日本相撲協会を一時脱退したが、1933年1月場所で十両格別席として復帰した。この場所は10勝1敗の十両最高成績を収めたが、別席のために番付の上位を決定することが出来ず、同じく復帰した番神山政三郎との優勝決定戦（当時は制度外）を制して優勝した。
1934年1月場所で新入幕を果たすと、左右どちらでも通用する差し手から足癖、とりわけ内掛けを得意とする取り口で人気を博し、柔軟な体格でありながら腰が重いために土俵際でのうっちゃりも華麗だった。このような技能相撲で男女ノ川登三・双葉山定次・羽黒山政司・前田山英五郎といった戦前を代表する横綱・大関に強く、特に男女ノ川登三には3連勝 を含む通算3勝3敗、前田山英五郎には通算4勝2敗と勝ち越すなど大関昇進候補に挙げられた。1937年6月の大阪準本場所では12勝1敗で優勝している。1938年～1941年頃が全盛期で前頭上位、三役に定着していたが、正攻法の力士にめっぽう弱いことや負傷や病気など、三役定着・大関昇進は出来なかった。
1945年6月場所を7戦全休（この場所は戦局悪化のため、幕内でも7番相撲だった）したのを最後に現役を引退し、20年の土俵生活に別れを告げた。引退後は年寄・千賀ノ浦（のち峰崎）を襲名したが、1958年1月場所を最後に廃業した。廃業後は、引退直後の1949年から東京・向島で始めたフグ・ちゃんこ料理店「やぐら」を経営し、調理師免許を取得して自ら調理に当たった。廃業後は料理店経営に専念し、1963年からは東京・江戸川でもフグ料理店を経営した。

## 主な成績
- 通算成績：245勝193敗1分29休 勝率.559
- 幕内成績：143勝133敗1分29休 勝率.518
- 現役在位：51場所
- 幕内在位：24場所
- 三役在位：7場所（関脇1場所、小結6場所）
- 金星：3個（男女ノ川1個、双葉山1個、羽黒山1個）
- 各段優勝
  - 十両優勝：1回（1933年1月場所）
  - 幕下優勝：1回（1930年5月場所）
  - 序二段優勝：1回（1928年5月場所）

### 場所別成績
| 1925年 （大正14年） | （前相撲）             | x                  | 東序ノ口17枚目 3–3      | x                  |
| 1926年 （大正15年） | 西序二段44枚目 3–3     | x                  | 西序二段50枚目 4–2      | x                  |
| 1927年 （昭和2年） | 西序二段22枚目 3–3     | 西序二段22枚目 4–2 | 西序二段14枚目 3–3      | 東三段目40枚目 3–3 |
| 1928年 （昭和3年） | 東序二段10枚目 3–3     | 東三段目34枚目 5–1 | 東序二段5枚目 優勝 6–0  | 東序二段5枚目 3–3  |
| 1929年 （昭和4年） | 東三段目17枚目 2–1–3   | 東三段目17枚目 3–3 | 東三段目12枚目 4–2      | 東三段目12枚目 3–3 |
| 1930年 （昭和5年） | 東幕下26枚目 3–3       | 東幕下26枚目 3–3   | 東幕下27枚目 優勝 6–0   | 東幕下27枚目 1–0–5 |
| 1931年 （昭和6年） | 西幕下4枚目 4–2        | 西幕下4枚目 5–1    | 東十両7枚目 4–7         | 東十両7枚目 7–4    |
| 1932年 （昭和7年） | 西十両4枚目 – 脱退     | x                  | x                       | x                  |
| 1933年 （昭和8年） | 十両 優勝 10–1         | x                  | 西十両筆頭 7–4          | x                  |
| 1934年 （昭和9年） | 東前頭12枚目 8–3       | x                  | 西前頭5枚目 5–6         | x                  |
| 1935年 （昭和10年） | 西前頭7枚目 6–5        | x                  | 西前頭5枚目 9–2         | x                  |
| 1936年 （昭和11年） | 東小結 6–5             | x                  | 東小結 3–8              | x                  |
| 1937年 （昭和12年） | 東前頭4枚目 3–8        | x                  | 西前頭10枚目 10–3       | x                  |
| 1938年 （昭和13年） | 西前頭筆頭 7–6 ★       | x                  | 西小結 9–4              | x                  |
| 1939年 （昭和14年） | 西関脇 2–11            | x                  | 西前頭4枚目 10–5        | x                  |
| 1940年 （昭和15年） | 西小結 9–6             | x                  | 西小結 6–9              | x                  |
| 1941年 （昭和16年） | 東前頭5枚目 8–7        | x                  | 東前頭筆頭 10–5 ★       | x                  |
| 1942年 （昭和17年） | 西小結 0–5–10          | x                  | 西前頭5枚目 6–9 ★       | x                  |
| 1943年 （昭和18年） | 東前頭13枚目 8–5–1 1分 | x                  | 西前頭8枚目 8–7         | x                  |
| 1944年 （昭和19年） | 東前頭6枚目 2–8–5      | x                  | 西前頭14枚目 6–4        | 西前頭11枚目 2–2–6 |
| 1945年 （昭和20年） | x                      | x                  | 東前頭18枚目 引退 0–0–7 | x                  |
| 各欄の数字は、「勝ち-負け-休場」を示す。 優勝 引退 休場 十両 幕下 三賞：敢=敢闘賞、殊=殊勲賞、技=技能賞 その他：★=金星 番付階級：幕内 - 十両 - 幕下 - 三段目 - 序二段 - 序ノ口 幕内序列：横綱 - 大関 - 関脇 - 小結 - 前頭（「#数字」は各位内の序列） |                        |                    |                         |                    |

### 幕内対戦成績
| 青葉山   | 3    | 0※   | 旭川   | 7 | 6    | 葦葉山 | 1 | 1 | 東冨士   | 0 | 1 |  |  |  |
| 有明     | 2    | 0    | 大熊   | 0 | 1    | 大潮   | 8 | 2 | 大浪     | 6 | 3 |  |  |  |
| 大ノ海   | 0    | 1(1) | 大ノ森 | 1 | 1    | 大八洲 | 0 | 1 | 小戸ヶ岩 | 1 | 0 |  |  |  |
| 小野錦   | 1    | 0    | 海光山 | 3 | 2    | 鏡岩   | 4 | 5 | 柏戸     | 2 | 1 |  |  |  |
| 桂川     | 3    | 2    | 金湊   | 3 | 2    | 神風   | 0 | 2 | 九ヶ錦   | 2 | 1 |  |  |  |
| 高津山   | 2    | 0    | 小嶋川 | 1 | 0    | 小松山 | 1 | 4 | 佐賀ノ花 | 3 | 5 |  |  |  |
| 佐渡ヶ嶋 | 1    | 0    | 清水川 | 1 | 2    | 鯱ノ里 | 5 | 3 | 斜里錦   | 1 | 0 |  |  |  |
| 高登     | 2    | 1    | 寳川   | 1 | 0    | 太刀若 | 2 | 0 | 楯甲     | 6 | 5 |  |  |  |
| 玉錦     | 0    | 4    | 玉ノ海 | 4 | 5(1) | 太郎山 | 1 | 1 | 筑波嶺   | 1 | 0 |  |  |  |
| 鶴ヶ嶺   | 5(1) | 3(1) | 照國   | 1 | 4    | 輝昇   | 0 | 3 | 土州山   | 1 | 3 |  |  |  |
| 富野山   | 3    | 0    | 巴潟   | 4 | 3    | 名寄岩 | 4 | 7 | 能代潟   | 1 | 0 |  |  |  |
| 羽黒山   | 3    | 9    | 幡瀬川 | 3 | 2    | 盤石   | 9 | 5 | 番神山   | 1 | 2 |  |  |  |
| 備州山   | 0    | 1    | 常陸海 | 1 | 0    | 広瀬川 | 1 | 0 | 二瀬川   | 1 | 1 |  |  |  |
| 双葉山   | 3(1) | 11   | 双見山 | 1 | 1(1) | 前田山 | 4 | 2 | 松前山   | 1 | 1 |  |  |  |
| 松浦潟   | 3    | 2    | 三根山 | 0 | 1    | 緑國   | 2 | 0 | 男女ノ川 | 3 | 3 |  |  |  |
| 若潮     | 1    | 3    | 若瀬川 | 1 | 0    | 若瀬川 | 0 | 1 | 若港     | 6 | 1 |  |  |  |

※さらに、青葉山と引分が1つある。